# Philippe Pelletier
Philippe Pelletier, (7 de febrero de 1956, París (XVII e)), es un profesor-investigador, geógrafo libertario francés especializado en Japón, donde vivió y trabajó durante ocho años.

## Biografía
Es doctor en geografía desde 1983, tras una tesis titulada Un paysage traditionnel confronté à la haute-croissance: impacts et recherche d'équilibre dans le Bassin de Nara (Japon) (Un paisaje tradicional frente al alto crecimiento: impactos y búsqueda del equilibrio en la cuenca de Nara (Japón)) con el apoyo de la Universidad de Saint-Étienne .
Luego enseñó en la Universidad Lumière Lyon 2, así como en el Instituto de Estudios Políticos de Lyon. Fue miembro del Centro de Investigación sobre el Japón Contemporáneo (en la EHESS de París) antes de incorporarse al Instituto de Asia Oriental (en Lyon) al que renunció en 2002 al rechazar la financiación de una fundación vinculada a la extrema derecha japonesa. Es miembro de la UMR 5600 Medio Ambiente, Ciudad, Sociedad. En 1994, dirigió el desarrollo del volumen 5 de Universal Geography con RECLUS.
Su obra se centra en el paisaje, la insularidad, la ciudad, el medio ambiente y la geografía política.
Se embarcó en el activismo en 1976 durante la huelga contra la reforma del segundo ciclo participando en el Movimiento de Acción Sindical (MAS) sindicato estudiantil cercano a la CFDT y la PSU. En 1981, creó la emisora de radio asociativa Radio Dio en Saint-Étienne. Se une al grupo Nestor-Makhno de la Federación Anarquista en Saint-Étienne. De 1990 a 1993, estuvo involucrado en el colectivo libertario "Les mauvais jours finiront" (Los días malos terminarán). Fue nombrado miembro de la secretaría de relaciones internacionales de la Federación Anarquista de 1992 a 1994.
Fue codirector científico del Festival Internacional de Geografía de 2014 a 2016.

## Obras
Según su ficha de presentación de un libro reciente, se refieren a "la geografía de Japón, la geopolítica, la historia intelectual de la relación entre ecología y geografía, el Antropoceno y la geografía de Élisée Reclus".
Ganó el Premio Shibusawa-Claudel (1998) y el Gran Premio de la Academia Marina de 1999 por su libro La Japonésie (1997).
Philippe Pelletier es un crítico de la ecología a través de numerosas contribuciones, tanto en libros, revistas o conferencias como en Le Monde libertaire. Se pregunta por los orígenes del movimiento ecologista, las cuestiones ambientales, como el cambio climático, o el concepto de productivismo que, según él, enmascara el hecho de que la sociedad capitalista no produce para producir sino para vender.
Catégorie:Article à référence souhaitée

## Críticas
En un comentario sobre Colapso y capitalismo verde: la colapsología en cuestión, el sociólogo Roland Pfefferkorn dice del autor que "sus argumentos a menudo dan en el blanco. Pero lo extraña cuando niega el tema del clima y se burla de Greta Thunberg llamándola "clima pasionaria ”.

## Obras
L'imposture écologiste, RECLUS, 1993. ISBN 2-7011-2776-9
L'insularité dans la Mer Intérieure japonaise, Cret de Bordeaux, 1995. ISBN 978-2905081209
Le Japon, A.Colin, Collection Prépas. Série Géographie, 1997. ISBN 978-2200016500
La Japonésie : Géopolitique et géographie historique de la surinsularité au Japon, CNRS Éditions, Collection Espaces et milieux, 1998. ISBN 2271055210
Japon. Crise d’une autre modernité, Belin, Collection Asie plurielle, 2003. ISBN 2701134196
Le Japon, Le Cavalier Bleu, Collection Idées reçues, 2004. ISBN 2846700915
Le Japon, une puissance en question, La Documentation Française, Collection La Documentation photographique, 2004.
Super Yalta: Esquisse de la situation géopolitique mondiale en 1991, Éditions du Monde libertaire, Collection Brochure anarchiste, 2006. ISBN 978-2903013219
Le Japon : Géographie, géopolitique et géohistoire, SEDES, Collection Impulsion, 2007. ISBN 978-2716650021
Elisée Reclus, géographie et anarchie, Paris, Éditions du Monde libertaire, ISBN 978-291551 4315, Les Éditions libertaires ISBN 978-291498 0814, 2009.
L'anarchisme, Éditions du Cavalier Bleu, 2010, ISBN 978-2-84670-308-6.
L'Extrême-Orient. L'invention d'une histoire et d'une géographie, Folio/Histoire, 2011, ISBN 978-2-07-035674-4.
La fascination du Japon : Idées reçues sur l'archipel japonais, Le Cavalier Bleu, 2012, ISBN 2846703957.
Atlas du Japon : Après Fukushima, une société fragilisée, avec Carine Fournier cartographe, Autrement, 2012, ISBN 978-2746732131.
Géographie et anarchie : Reclus, Kropotkine, Metchnikoff, Éditions du Monde libertaire, 2013.
Kôtoku Shûsui : socialiste et anarchiste japonais, Éditions du Monde libertaire, 2015.
Climat et capitalisme vert, De l'usage économique et politique du catastrophisme, Nada éditions, 2015.
Albert Camus, Élisée Reclus et l’Algérie : les « indigènes de l’univers », Le Cavalier bleu, 2015, notice éditeur.
Les îles Gotô, voyage aux confins de la Japonésie, Le Cavalier Bleu, 2015 ISBN 978-2-846706575.
Effondrement et capitalisme vert: la collapsologie en question, Nada Editions, 340 pages, 2020 ISBN 9791092457384
L’Empire des Yakuza. Pègre et nationalisme au Japon, Le Cavalier Bleu, 2021 ISBN 9791031804583.
Noir & Vert. Anarchie et écologie, une histoire croisée. Le Cavalier Bleu, « Mobilisations », 2021, 208 pages

### Obras colectivas
- Con Annick Gallouédec-Deshayes, Le Japon, Documentation française, 1988.
- Con Pierre Gentelle (codir.), Chine, Japon, Corée, tome 5 de la Géographie universelle, Belin, 1994, rééd. 2001, ISBN 2701116643.
- avec Marc Bourdier, L'archipel accaparé. la question fonciere au Japon, Éditions de l'EHESS, 2001, ISBN 978-2713213175.
- (dir.), Identités territoriales en Asie orientale, les Indes savantes, 2004, ISBN 2-84654-056-X.
- Con Isabelle Lefort, Grandeurs et mesures de l'écoumène, Anthropos, 2006, ISBN 978-2717852264.
- (dir.), Géopolitique de l'Asie, Nathan, Collection Nouveaux continents, 2006, ISBN 2091796972.
- (en inglés) avec Carola Hein, Cities, autonomy and decentralization in Japan, Routledge, 2006, ISBN 0-415-32603-6.
- Con Isabelle Lefort (coord.), Élisée Reclus et nos géographies, Textes et prétextes, Noir & Rouge, 2013.
- Con Frank Mintz, René Berthier, Maurizio Antonioli, Gaetano Manfredonia, Jean-Christophe Angaut, Philippe Corcuff, Actualité de Bakounine 1814-2014, Éditions du Monde libertaire, 2014, ISBN 9782915514568, extraits en ligne.

### Artículos (selección)
- « L'« ordre d'irrigation» dans le bassin de Nara (Japon) Archivado el 17 de mayo de 2008 en Wayback Machine. », in Études rurales, 93-94 - Les hommes et l'eau, 1984.
- Un géographe novateur, Kropotkine, Itinéraire, Une vie, une pensée, n°3, 1988, p. 19-22, présentation en ligne.
- L’influence kropotkinienne en Asie orientale, Kropotkine, Itinéraire, Une vie, une pensée, n°3, 1988, p. 43-48, présentation en ligne.
- Une œuvre : nationalisme contre culture, Rudolf Rocker, Itinéraire, Une vie, une pensée, n°4, 1988, p. 32-35, présentation en ligne.
- « Insularité et démographie dans la Mer Intérieure japonaise », in Mappemonde, 4/92, 1992.
- Sakae Ōsugi, Une Quintessence de l'anarchisme au Japon, Ebisu, Persée, n°1, 2002, pp. 93-118, texte intégral.
- « De la guerre totale (1941) à la guerre de Fukushima (2011) », in Outre-Terre. Revue européenne de géopolitique. Haïti, Sichuan, Fukushima. États d'urgence, n° 35-36, janvier-février 2013, p. 399-438.

### Artículo periodístico
- Jean-Claude Faure, Les Reclusiennes convencidos, Sud Ouest, 22 de julio de 2013, texto completo.

### Radio
- Jean Lebrun, Gaetano Manfredonia, Anarquistas y ecología, La marcha de la historia, France Inter,16 février 201516 de febrero de 2015, escuchar en línea.
- Jean Lebrun, Philippe Pelletier, Los anarquistas : el momento terrorista, y después ?, Francia Inter, 26 de noviembre de 2015, escuchar en línea.

### Noticias
- Diccionario de anarquistas, " El maestro» : nota biográfica.

- Datos: Q3380513
- Multimedia: Philippe Pelletier / Q3380513